# Cung điện Wielopolski
Cung điện Wielopolski ở Kraków, Ba Lan, là địa điểm của Hội đồng thành phố Kraków và là văn phòng của Chủ tịch Kraków. Cung điện và các tòa nhà trong sân nằm giữa Quảng trường All Saints 3-4 (Plac Wszystkich więtych) và các Đại biểu 8-12 (ul. Poselska), là địa chỉ chính thức của Tòa thị chính.

## Lịch sử
Cung điện Wielopolski được xây dựng vào năm 1535-1560 cho Hetman Jan Tarnowski. Sau cái chết của Tarnowski năm 1561, cung điện được chuyển vào tay của các gia đình Ostrogski và Zamoyski. Giữa thế kỷ 17 đến giữa thế kỷ 19, tòa nhà vẫn nằm trong tay của gia đình Wielopolski. Một phần của cung điện đã được cung cấp bởi các chủ sở hữu cho các mục đích xã hội và công cộng khác nhau. Có những tác phẩm sân khấu được tổ chức tại khán phòng và triển lãm nghệ thuật được tổ chức bao gồm phòng trưng bày tranh của Piotr Michałowski, một trong những họa sĩ Ba Lan vĩ đại nhất thời kỳ Lãng mạn. Cung điện đã bị tàn phá nghiêm trọng trong trận hỏa hoạn ở Krakow năm 1850; Wielkopolskis quyết định bán tòa nhà bị cháy.
Chủ sở hữu mới của cung điện, bác sĩ phẫu thuật Wojciech Kowalski, đã thực hiện các sửa chữa cần thiết và vào năm 1857 đã thuê cung điện cho một kẻ trục lợi người Vienna Ferdinand von Winter, người điều hành quán cà phê Winter ở đó. Nội thất đã được sửa sang lại với những quả bóng đèn giả, và những buổi tối âm nhạc. Quán cà phê của ông thanh lịch và khá nổi tiếng, đây là một trong những quán cà phê đầu tiên trong thành phố. Sau đó, các phòng được thuê cho các studio ảnh Ignacy Mażka và Napoleon Gross.

### Tòa thị chính (1864)
Năm 1864, cung điện được mua bởi thành phố Kraków. Theo Nghị quyết của Hội đồng thành phố, việc phục hồi tòa nhà được thực hiện dựa trên thiết kế của kiến trúc sư Paweł Barański từ năm 1865 đến 1868. Trong lần cải tạo tầng hai, một Phòng Hội đồng hoàn toàn mới đã được tạo ra cho Thành phố. Nội thất được thiết kế bởi kiến trúc sư Filip Pokutyński. Phần trên của các bức tường của hội trường được trang trí bằng những bức tượng chạm khắc hình ảnh của các vị vua Ba Lan. Một bộ sưu tập chân dung mới của các chủ tịch của thành phố đã được xuất bản và được đặt trên các bức tường của hội trường. Văn phòng thành phố và văn phòng của Thị trưởng được đặt ở tầng một. 

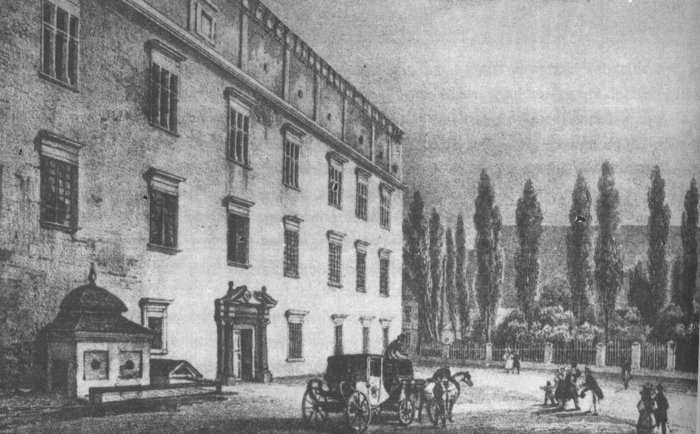
Cung điện được khắc họa vào năm 1836
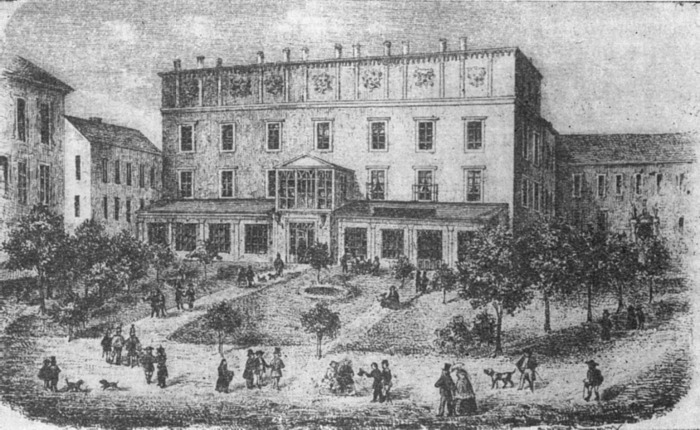
Cảnh vào cuối thế kỷ 19
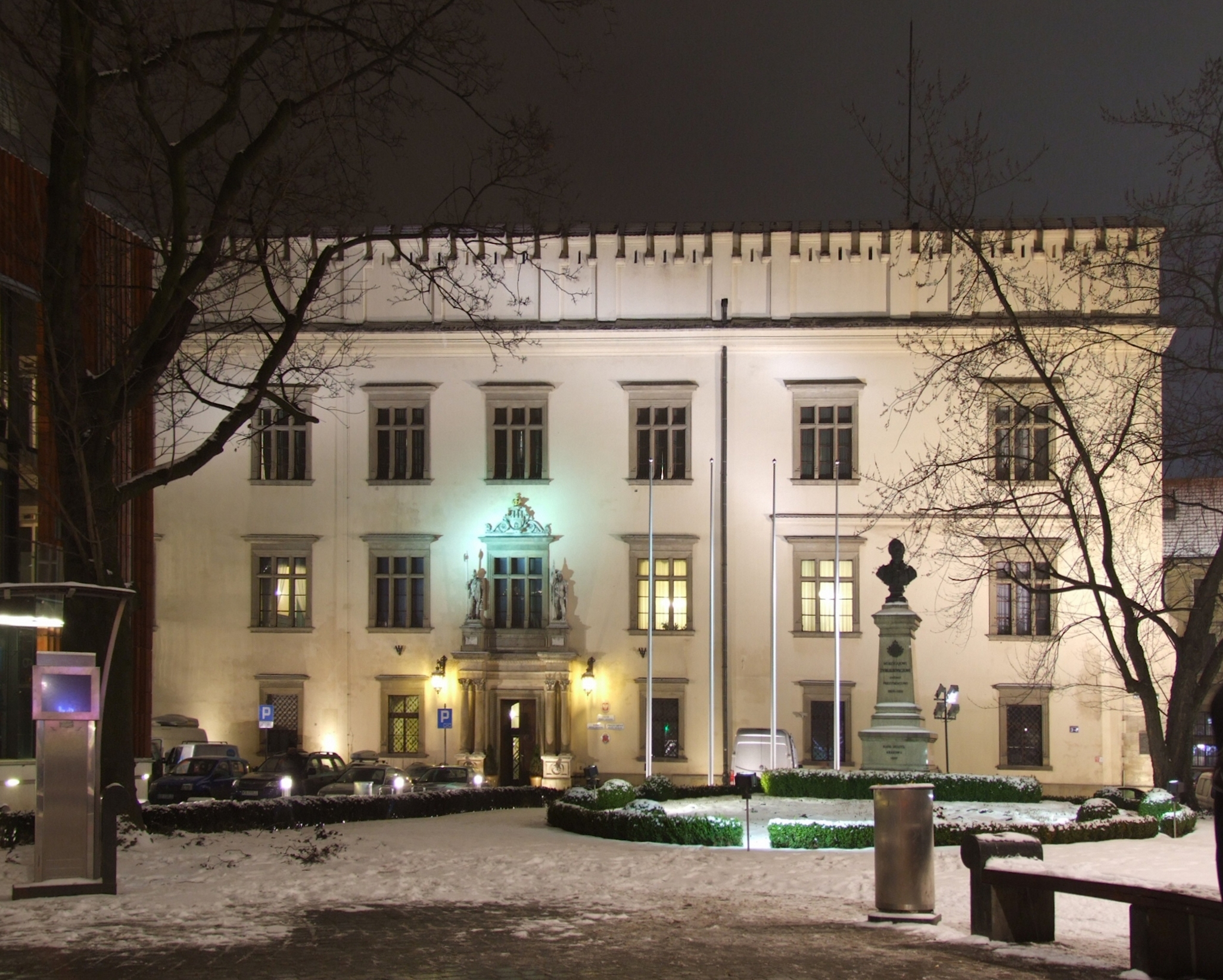
Cung điện Wielopolski vào mùa đông ngày nay